# Горушка (Дєдовицький район)
Горушка (рос. Горушка) — присілок в Дєдовицькому районі Псковської області Російської Федерації.
Населення становить 111 осіб. Входить до складу муніципального утворення Пожеревицька волость.

## Історія
Від 2015 року входить до складу муніципального утворення Пожеревицька волость.

## Населення
| 2001 | 2002 | 2010 |
| ---- | ---- | ---- |
| 163  | ↘133 | ↘111 |